# Wall Street
Wall Street es una calle de ocho cuadras de largo en el distrito financiero del Lower Manhattan en Nueva York. Va desde Broadway en el oeste hasta South Street y el East River en el este. El término "Wall Street" se ha convertido en una metonimia para los mercados financieros de los Estados Unidos en su conjunto, la industria estadounidense de servicios financieros, los intereses financieros con sede en Nueva York o el propio Distrito Financiero de esa ciudad.
Wall Street se conocía originalmente en holandés como "de Waalstraat" cuando formaba parte de Nueva Ámsterdam en el siglo XVII, aunque los orígenes del nombre varían. Existió un muro real en la calle desde 1685 hasta 1699. Durante el siglo XVII, Wall Street fue un mercado de comercio de esclavos y un sitio de comercio de valores, así como la ubicación del Federal Hall, el primer ayuntamiento de Nueva York. A principios del siglo XIX, el área tuvo un uso, pero cada vez más predominaron los negocios y la industria financiera de Nueva York se centró en Wall Street. En el siglo XX, se construyeron varios rascacielos en Wall Street, incluido 40 Wall Street, que alguna vez fue el edificio más alto del mundo.
Wall Street alberga las dos bolsas de valores más grandes del mundo por capitalización bursátil total, la Bolsa de Nueva York y NASDAQ. Varias otras bolsas importantes tienen o tuvieron su sede en el área de Wall Street, incluida la Bolsa Mercantil, la Bolsa de Comercio, la Bolsa de Futuros (NYFE) y la antigua American Stock Exchange. Para respaldar los intercambios, muchas firmas de corretaje tenían oficinas "agrupadas alrededor de Wall Street". Los impactos económicos directos de las actividades de Wall Street se extienden más allá de Nueva York.
Wall Street contiene físicamente varias sedes bancarias y rascacielos, así como el New York Stock Exchange Building y el Federal Hall. La calle cuenta con tres estaciones de metro y una parada de ferry.

## Historia

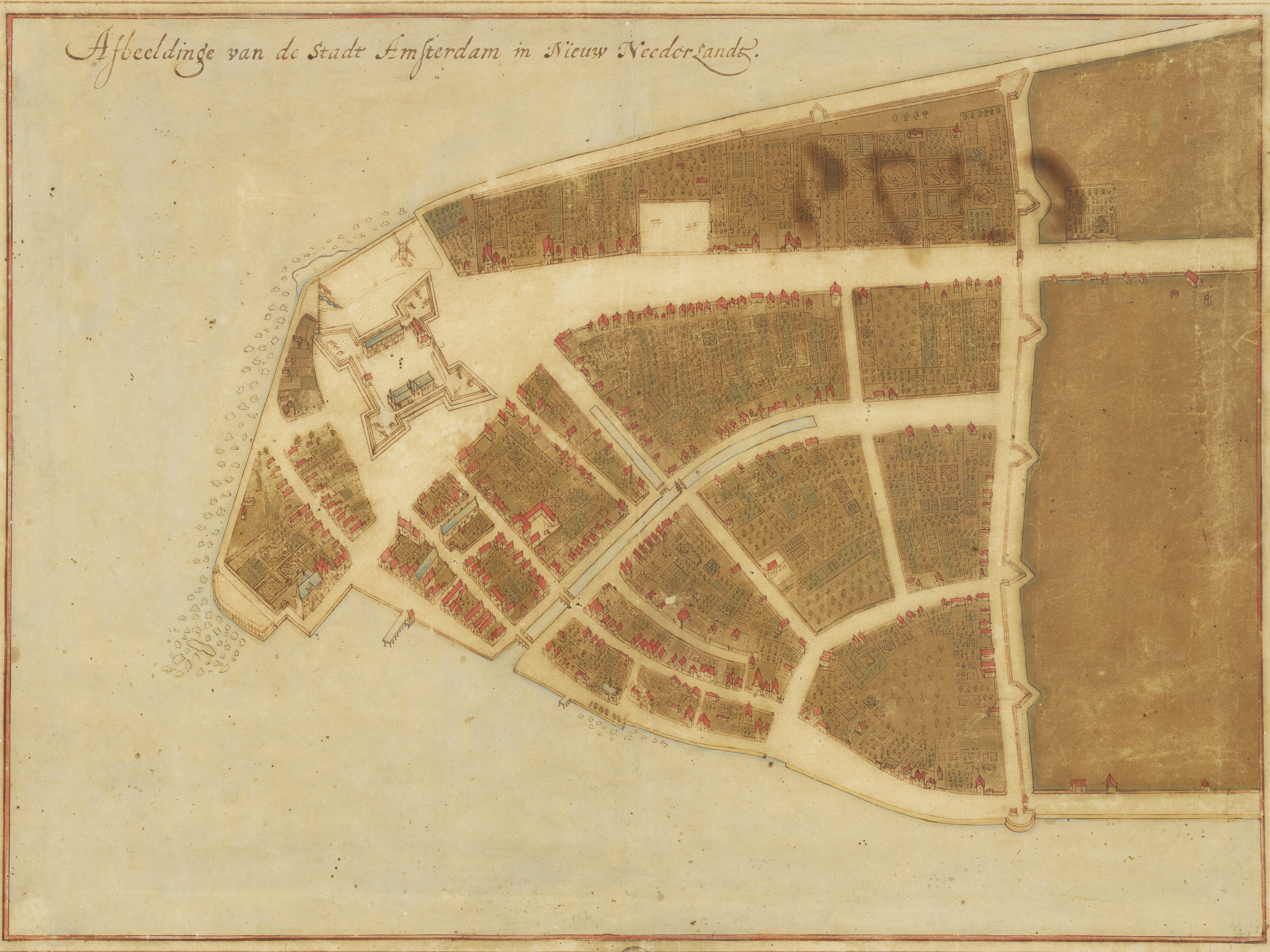
El mapa original de la ciudad llamado Plano Castello de 1660, que muestra la pared en el lado derecho

Hay varios relatos acerca de cómo la "de Waalstraat" (literalmente: Walloon Street), de nombre holandés, obtuvo su nombre. Se pueden considerar dos explicaciones contradictorias.
La primera es que Wall Street lleva el nombre de los valones: el nombre holandés para un nacido en Valonia es Waal. Entre los primeros colonos que se embarcaron en el barco Nieu Nederlandt en 1624 se encontraban 30 familias valonas. Entre sus miembros estaba Peter Minuit, la persona que compró Manhattan para los holandeses.
La otra es que el nombre se deriva de un muro o muralla (en realidad, una empalizada de madera) en el límite norte del asentamiento de Nueva Ámsterdam, construido para proteger contra posibles incursiones de nativos, piratas e ingleses. Esta fue construida de tierra y tablones de madera de 5 m, que miden 1 m de largo y 3 m de altura.
Si bien la palabra holandesa "wal" se puede traducir como "muralla", solo apareció como "De Wal Straat" en algunos mapas en inglés de Nueva Ámsterdam, mientras que otros mapas en inglés muestran el nombre como "De Waal Straat".
Según una versión de la historia:

Los rojos de la isla de Manhattan cruzaron al continente, donde se hizo un tratado con los holandeses, por lo que el lugar se llamó la Pipa de la Paz, en su idioma, Hoboken. Pero poco después de eso, el gobernador holandés,  Kieft, envió a sus hombres allí una noche y masacró a toda la población. Pocos de ellos escaparon, pero difundieron la historia de lo que se había hecho, y esto hizo mucho para antagonizar a todas las tribus restantes contra todos los colonos blancos. Poco después, Nieuw Amsterdam erigió una empalizada doble para defenderse de sus ahora enfurecidos vecinos rojos, y esto permaneció durante algún tiempo como el límite norte de la ciudad holandesa. El espacio entre las antiguas murallas ahora se llama Wall Street, y su espíritu sigue siendo el de un baluarte contra la gente.

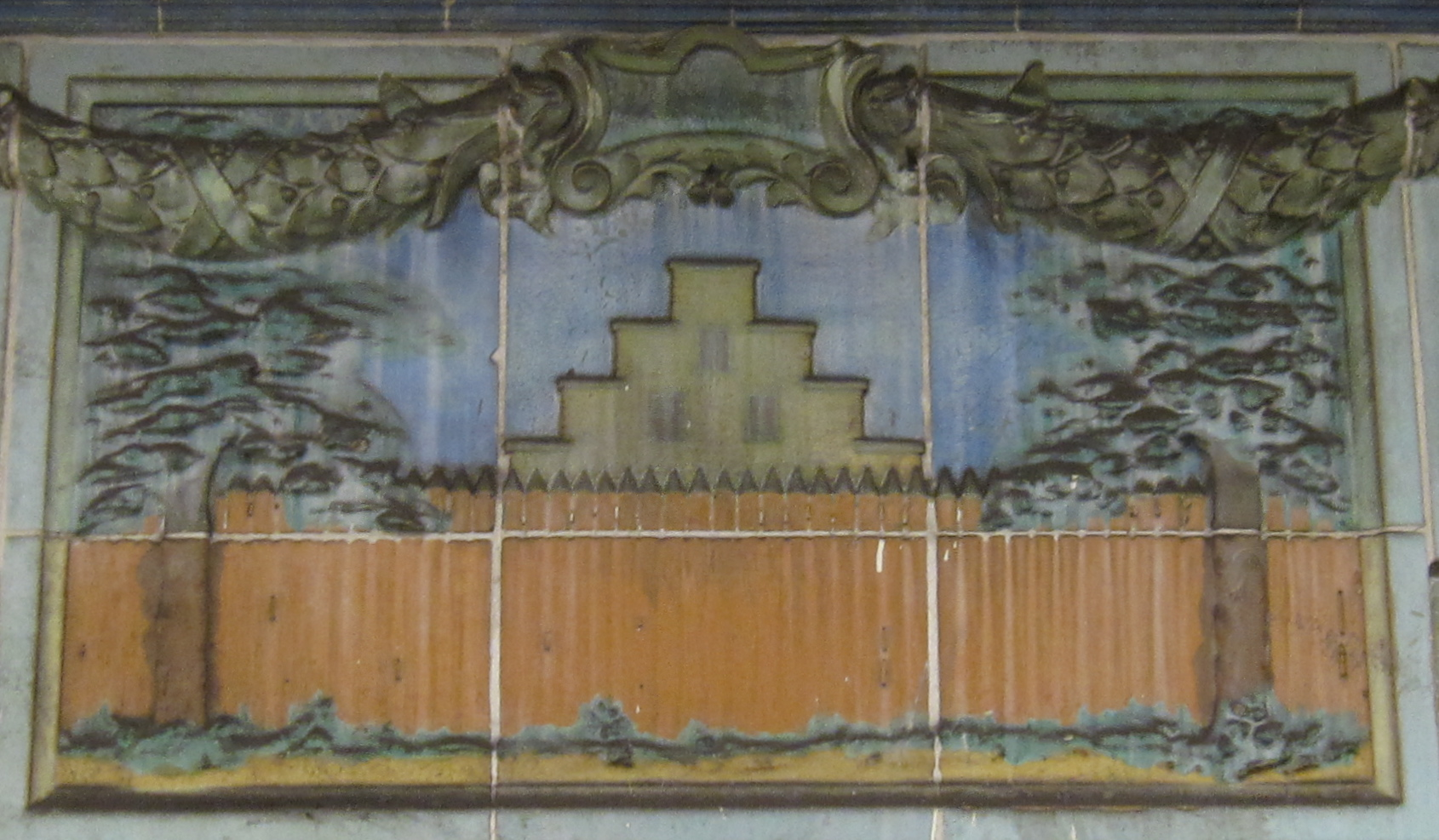
Representación de la pared de New Ámsterdam en un mosaico en la estación de metro de Wall Street, al servicio de los 4 y 5 trenes.

En la década de 1640, las cercas básicas de piquetes y tablones servían para demarcar las parcelas y residencias en la colonia. Más tarde, en nombre de la Compañía Neerlandesa de las Indias Occidentales, Peter Stuyvesant, utilizando tanto africanos esclavizados como colonos blancos, colaboró con el gobierno de la ciudad en la construcción de una fortificación más sustancial, una 4 m pared. En 1685, los topógrafos trazaron Wall Street siguiendo las líneas de la empalizada original. El muro comenzaba en Pearl Street, que era la costa en ese momento, cruzaba el camino indio Broadway y terminaba en la otra costa (hoy Trinity Place), donde giraba hacia el sur y corría a lo largo de la costa hasta que terminaba en el antiguo fuerte. En estos primeros días, los comerciantes y comerciantes locales se reunían en lugares dispares para comprar y vender acciones y bonos, y con el tiempo se dividían en dos clases: subastadores y comerciantes. Wall Street también era el mercado donde los propietarios podían alquilar a sus esclavos por día o por semana. La muralla se eliminó en 1699 y se construyó un nuevo Ayuntamiento en Wall y Nassau en 1700.

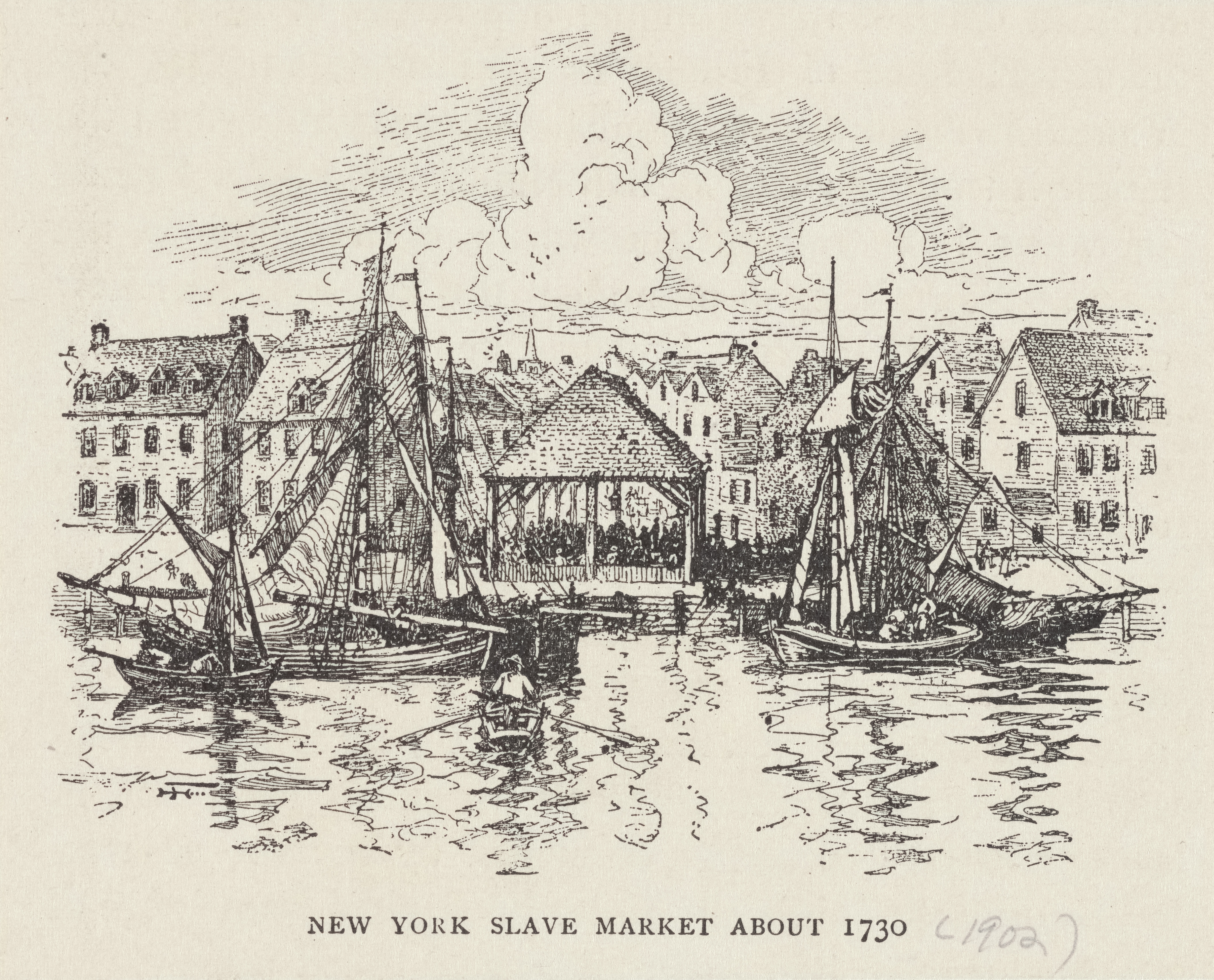
Mercado de esclavos de Nueva York alrededor de 1730

La esclavitud se introdujo en Manhattan en 1626, pero no fue hasta el 13 de diciembre de 1711 que el Consejo Común de la Ciudad de Nueva York convirtió a Wall Street en el primer mercado oficial de esclavos de la ciudad para la venta y alquiler de africanos e indios esclavizados. El mercado de esclavos operó desde 1711 hasta 1762 en la esquina de las calles Wall y Pearl. Era una estructura de madera con techo y lados abiertos, aunque es posible que se hayan agregado paredes a lo largo de los años y podrían albergar aproximadamente a 50 hombres. La ciudad se benefició directamente de la venta de esclavos mediante la aplicación de impuestos a cada persona que se compraba y vendía allí.
A finales del siglo XVIII, había un plátano de Virginia al pie de Wall Street bajo el cual los comerciantes y especuladores se reunían para negociar valores. El beneficio fue estar cerca el uno del otro. En 1792, los comerciantes formalizaron su asociación con el Acuerdo de Buttonwood, que fue el origen de la Bolsa de Valores de Nueva York. La idea del acuerdo era hacer el mercado más "estructurado" y "sin las subastas manipuladoras", con una estructura de comisiones. Las personas que firman el acuerdo acordaron cobrarse mutuamente una tasa de comisión estándar; las personas que no firmen aún pueden participar, pero se les cobrará una comisión más alta por negociar.

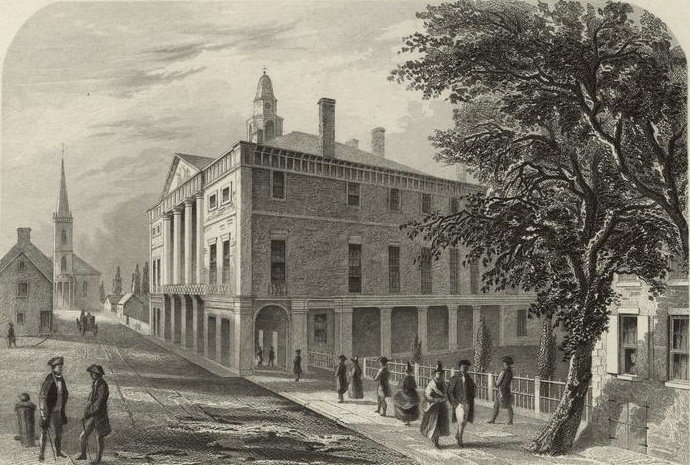
Un grabado de 1855, que muestra una vista conjetural de Wall Street, incluido el Federal Hall original, como probablemente se veía en el momento de la toma de posesión de George Washington, 1789.

En 1789, Wall Street fue el escenario de la primera toma de posesión presidencial de los Estados Unidos cuando George Washington prestó juramento en el balcón del Federal Hall el 30 de abril de 1789. Esta fue también la ubicación de la aprobación de la Declaración de Derechos. Alexander Hamilton, quien fue el primer secretario del Tesoro y "arquitecto del primer sistema financiero de los Estados Unidos", está enterrado en el cementerio de Trinity Church, al igual que Robert Fulton, famoso por sus barcos de vapor.

### sigloXIX

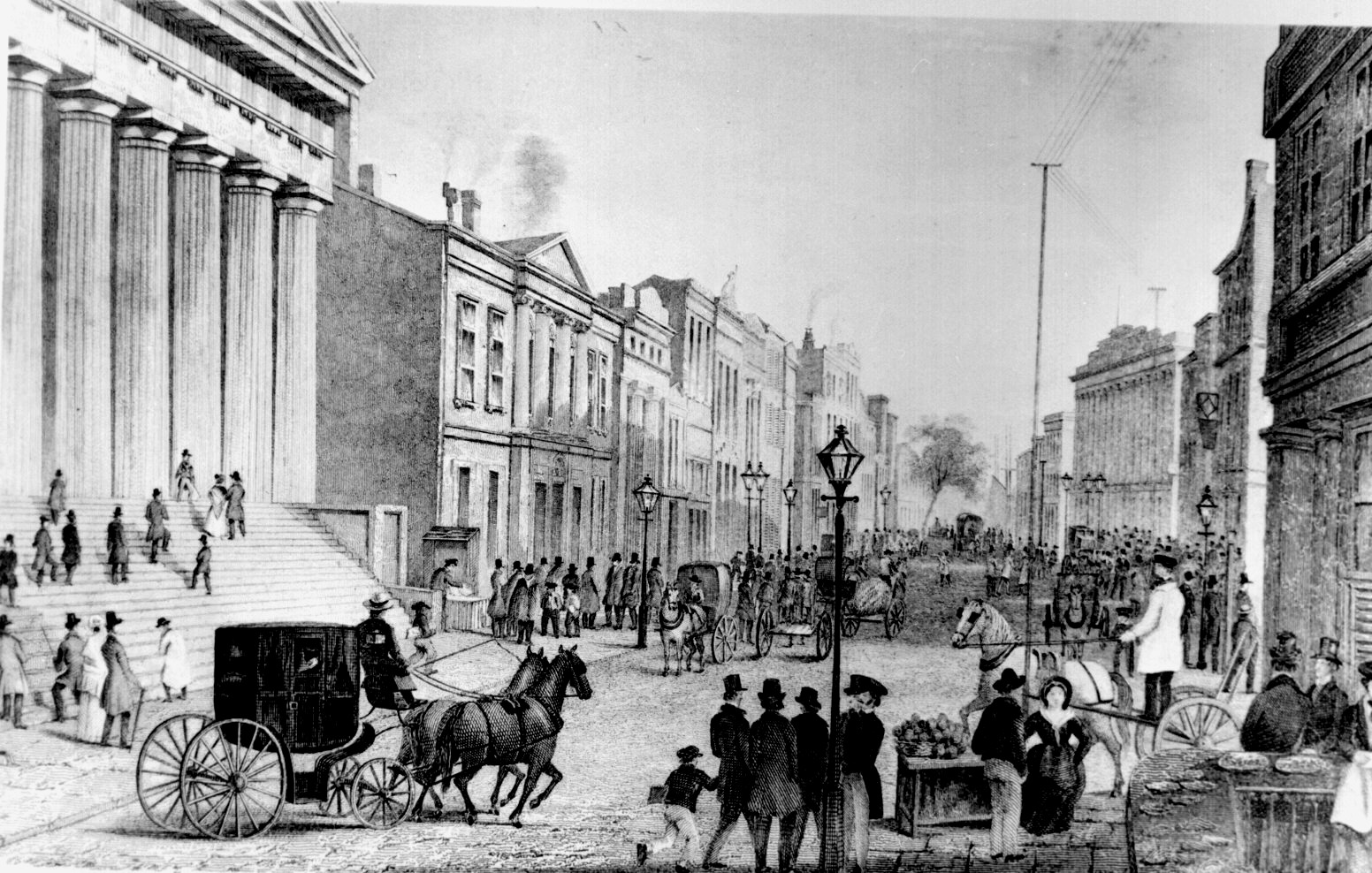
Vista de Wall Street desde la esquina de Broad Street, 1867. A la izquierda está el actual Federal Hall.

En las primeras décadas del siglo XIX, tanto residencias como negocios ocuparon la zona, pero cada vez predominaron más los negocios. "Hay historias antiguas de casas de personas rodeadas por el clamor de los negocios y el comercio y los propietarios quejándose de que no pueden hacer nada", según un historiador llamado Burrows. La apertura del Canal Erie a principios del siglo XIX significó un gran auge en los negocios de Nueva York, ya que era el único puerto marítimo importante del este que tenía acceso directo por vías navegables interiores a los puertos de los Grandes Lagos. Wall Street se convirtió en la "capital del dinero de Estados Unidos".
El historiador Charles R. Geisst sugirió que ha habido constantemente un "tira y afloja" entre los intereses comerciales en Wall Street y las autoridades en Washington D. C., la capital de los Estados Unidos para ese entonces. Generalmente, durante el siglo XIX, Wall Street desarrolló su propia "personalidad e instituciones únicas" con poca interferencia externa.
En las décadas de 1840 y 1850, la mayoría de los residentes se trasladaron más al Midtown debido al aumento del uso comercial en el extremo inferior de la isla. La Guerra de Secesión tuvo el efecto de hacer que la economía del norte se disparara, trayendo mayor prosperidad a ciudades como Nueva York, que "se convirtió en el centro bancario de la nación", conectando "la capital del Viejo Mundo y la ambición del Nuevo Mundo", según un relato. JP Morgan creó fideicomisos gigantes; La Standard Oil de John D. Rockefeller se trasladó a Nueva York. Entre 1860 y 1920, la economía cambió de "agrícola a industrial a financiera" y Nueva York mantuvo su posición de liderazgo a pesar de estos cambios, según el historiador Thomas Kessner. Nueva York ocupaba el segundo lugar después de Londres como capital financiera mundial.
En 1884, Charles Dow comenzó a rastrear las acciones, inicialmente comenzando con 11 acciones, en su mayoría ferrocarriles, y analizó los precios promedio de estas once. Algunas de las empresas incluidas en los cálculos originales de Dow eran American Tobacco Company, General Electric, Laclede Gas Company, National Lead Company, Tennessee Coal & Iron y United States Leather Company. Cuando el promedio de "máximos y mínimos" subió de manera constante, lo consideró una condición de mercado alcista; si los promedios caían, era un mercado bajista. Suma los precios y los divide por la cantidad de acciones para obtener su promedio Dow Jones. Los números de Dow fueron un "punto de referencia conveniente" para analizar el mercado y se convirtieron en una forma aceptada de ver el mercado de valores en su totalidad. En 1889, el informe bursátil original, Customers' Afternoon Letter (La carta de la tarde de los clientes), se convirtió en The Wall Street Journal. Nombrado en referencia a la calle real, se convirtió en un influyente diario comercial internacional publicado en Nueva York. Después del 7 de octubre de 1896, comenzó a publicar la lista ampliada de acciones de Dow. Un siglo después, había 30 acciones en promedio.

### sigloXX

#### Principios del siglo

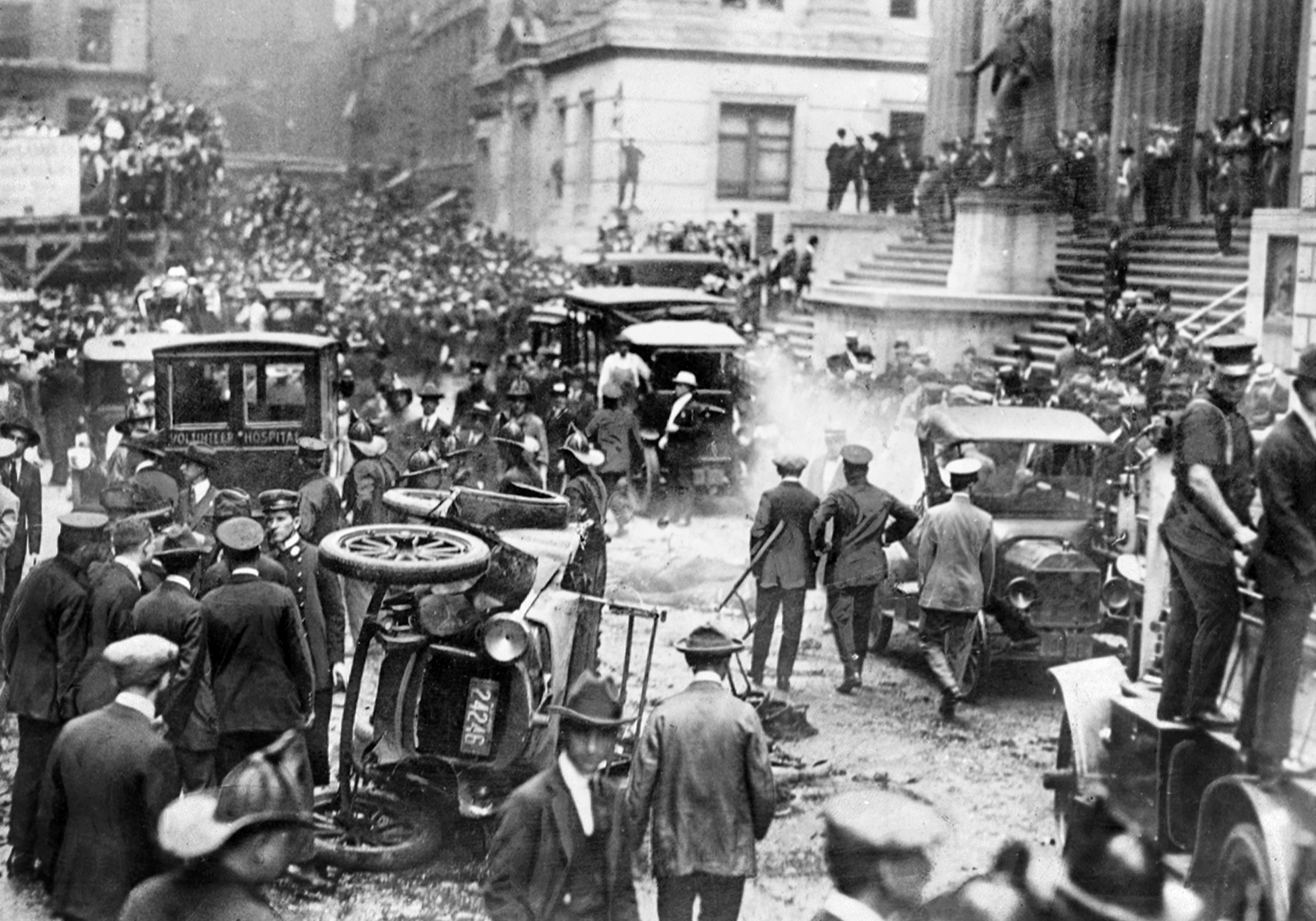
Bombardeo de Wall Street, 1920. Federal Hall está a la derecha.

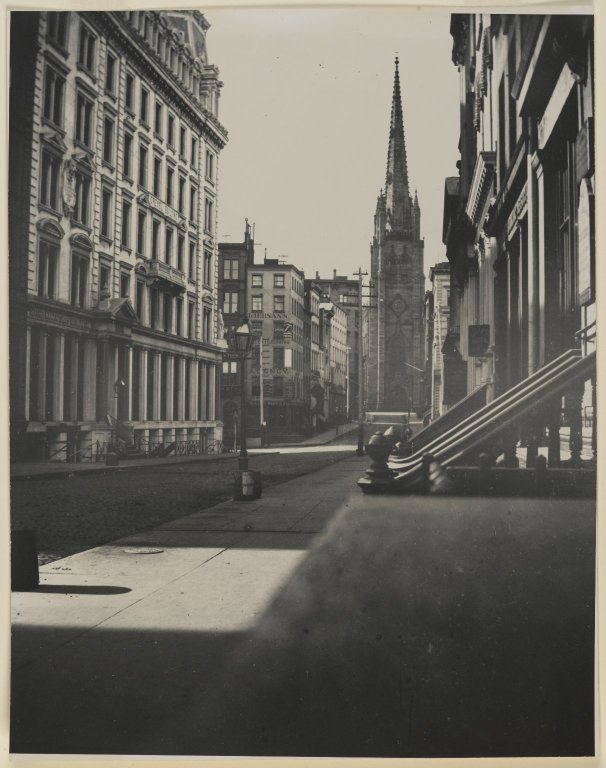
Wall Street c. 1870-87

El escritor de negocios John Brooks en su libro Once in Golconda consideró que el comienzo del período del siglo XX fue el apogeo de Wall Street. La dirección del 23 de Wall Street, la sede de JP Morgan & Company, conocida como The Corner, era "el centro exacto, tanto geográfico como metafórico, de la América financiera e incluso del mundo financiero".
Wall Street ha tenido relaciones cambiantes con las autoridades gubernamentales. En 1913, por ejemplo, cuando las autoridades propusieron un impuesto de transferencia de acciones de 4 dólares, los empleados de bolsa protestaron. En otras ocasiones, los funcionarios de la ciudad y el estado han tomado medidas a través de incentivos fiscales para alentar a las empresas financieras a seguir haciendo negocios en la ciudad.
Se construyó una oficina de correos en 60 Wall Street en 1905. Durante los años de la Primera Guerra Mundial, ocasionalmente hubo esfuerzos de recaudación de fondos para proyectos como la Guardia Nacional.
El 16 de septiembre de 1920, cerca de la esquina de Wall y Broad Street, la esquina más concurrida del distrito financiero y al otro lado de las oficinas del Morgan Bank, explotó una poderosa bomba. Mató a 38 personas e hirió de gravedad a 143 personas. Los perpetradores nunca fueron identificados ni detenidos. Sin embargo, la explosión ayudó a alimentar el susto rojo que estaba en marcha en ese momento. Un informe de The New York Times:

El silencio sepulcral que se asienta sobre Wall Street y el bajo Broadway con la llegada de la noche y la suspensión de los negocios cambió por completo anoche cuando cientos de hombres trabajaron bajo el resplandor de los reflectores para reparar los daños a los rascacielos que estaban iluminados desde arriba. Hacia abajo. ... La Oficina de Ensayos, más cercana al punto de explosión, naturalmente fue la que más sufrió. El frente fue perforado en cincuenta lugares donde se arrojaron contra él las balas de hierro fundido, que eran del material utilizado para las pesas de las ventanas. Cada babosa penetró la piedra una pulgada o dos y despedazó pedazos que iban desde tres pulgadas a un pie de diámetro. La reja de hierro ornamental que protegía cada ventana estaba rota o destrozada. ... la Oficina de Ensayos fue un desastre. ... Fue como si una fuerza gigantesca hubiera derribado el edificio y luego lo hubiera vuelto a colocar en posición vertical, dejando el marco ileso, pero revolviendo todo el interior.
1920

La zona fue objeto de numerosas amenazas; una amenaza de bomba en 1921 llevó a los detectives a sellar el área para "evitar que se repitiera la explosión de la bomba de Wall Street".

#### Regulación

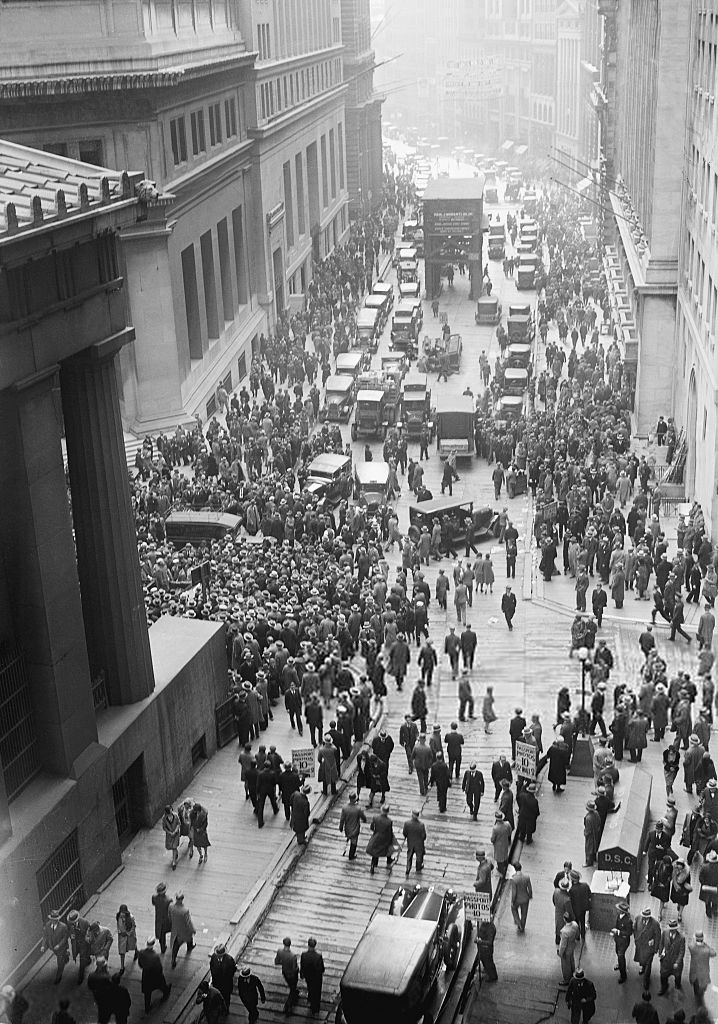
Una multitud en las calles Wall y Broad después del accidente de 1929, con el edificio de la Bolsa de Valores de Nueva York está a la derecha. La mayoría de la gente se está congregando en Wall Street a la izquierda entre la "Casa de Morgan" (23 Wall Street) y el Federal Hall (26 Wall Street).

Septiembre de 1929 fue el pico de la bolsa. El 3 de octubre de 1929 fue cuando el mercado comenzó a deslizarse, y continuó durante la semana del 14 de octubre. En octubre de 1929, el renombrado economista de Yale Irving Fisher aseguró a los preocupados inversores que su "dinero estaba seguro" en Wall Street. Unos días después, el 24 de octubre, los valores de las acciones se desplomaron. La caída del mercado de valores de 1929 marcó el comienzo de la Gran Depresión, en la que una cuarta parte de los trabajadores estaban desempleados, con comedores de beneficencia, ejecuciones hipotecarias masivas de granjas y precios a la baja. Durante esta era, el desarrollo del distrito financiero se estancó, y Wall Street "pagó un alto precio" y "se convirtió en una especie de remanso en la vida estadounidense".
Durante los años del New Deal, así como en los años 1940, hubo mucho menos enfoque en Wall Street y las finanzas. El gobierno tomó medidas drásticas contra la práctica de comprar acciones basadas únicamente en el crédito, pero estas políticas comenzaron a suavizarse. De 1946 a 1947, las acciones no se podían comprar "con margen", lo que significa que un inversor tenía que pagar el 100 % del costo de una acción sin tomar ningún préstamo. Sin embargo, este requisito de margen se redujo cuatro veces antes de 1960, cada vez estimulando un mini rally y aumentando el volumen, y cuando la Reserva Federal redujo los requisitos de margen del 90 % al 70 %. Estos cambios facilitaron un poco a los inversores la compra de acciones a crédito.  La creciente economía nacional y la prosperidad condujeron a una recuperación durante la década de 1960, con algunos años malos a principios de domini 1970 a raíz de la guerra de Vietnam. Los volúmenes de negociación aumentaron; en 1967, según la revista Time, el volumen alcanzó los 7,5 millones de acciones al día, lo que provocó un "atasco" de papel con "baterías de empleados" trabajando horas extras para "liquidar transacciones y actualizar las cuentas de los clientes".
En 1973, la comunidad financiera registró una pérdida colectiva de 245 millones de dólares, lo que estimuló la ayuda temporal del gobierno. Se instituyeron reformas; la Comisión de Bolsa y Valores eliminó las comisiones fijas, lo que obligó a "los corredores a competir libremente entre sí por los negocios de los inversores". En 1975, la SEC descartó la "Regla 394" de la NYSE que requería que "la mayoría de las transacciones de acciones se llevaran a cabo en el piso del Big Board", liberando de hecho el comercio de métodos electrónicos. En 1976, se permitió a los bancos comprar y vender acciones, lo que generó más competencia para los agente de bolsa. Las reformas tuvieron el efecto de bajar los precios en general, facilitando la participación de más personas en el mercado de valores. Las comisiones de los corredores por cada venta de acciones disminuyeron, pero el volumen aumentó.
Los años de Reagan estuvieron marcados por un renovado impulso al capitalismo y los negocios, con esfuerzos nacionales para desregular industrias como las telecomunicaciones y la aviación. La economía reanudó su crecimiento ascendente después de un período de languidez a principios de los años 1980. Un informe en The New York Times describió que la abundancia de dinero y el crecimiento durante estos años habían engendrado una especie de cultura de las drogas, con una aceptación desenfrenada del consumo de cocaína, aunque el porcentaje general de consumidores reales probablemente era pequeño. Un reportero escribió:

El traficante de drogas de Wall Street se parecía a muchas otras jóvenes ejecutivas exitosas. Vestida con estilo y con gafas de sol de diseñador, estaba sentada en su Chevrolet Camaro de 1983 en una zona de no estacionamiento al otro lado de la calle de la sucursal del  Marine Midland Bank en la parte baja de Broadway. El cliente en el asiento del pasajero parecía un joven empresario de éxito. Pero cuando el comerciante le deslizó un sobre de cocaína de plástico termosellado y él le pasó el dinero en efectivo, agentes federales de drogas en un edificio cercano vigilaban la transacción a través del techo corredizo de su automóvil. Y el cliente, un agente encubierto, estaba aprendiendo las formas, las artimañas y las convenciones de la subcultura de las drogas de Wall Street.
Peter Kerr en The New York Times, 1987.

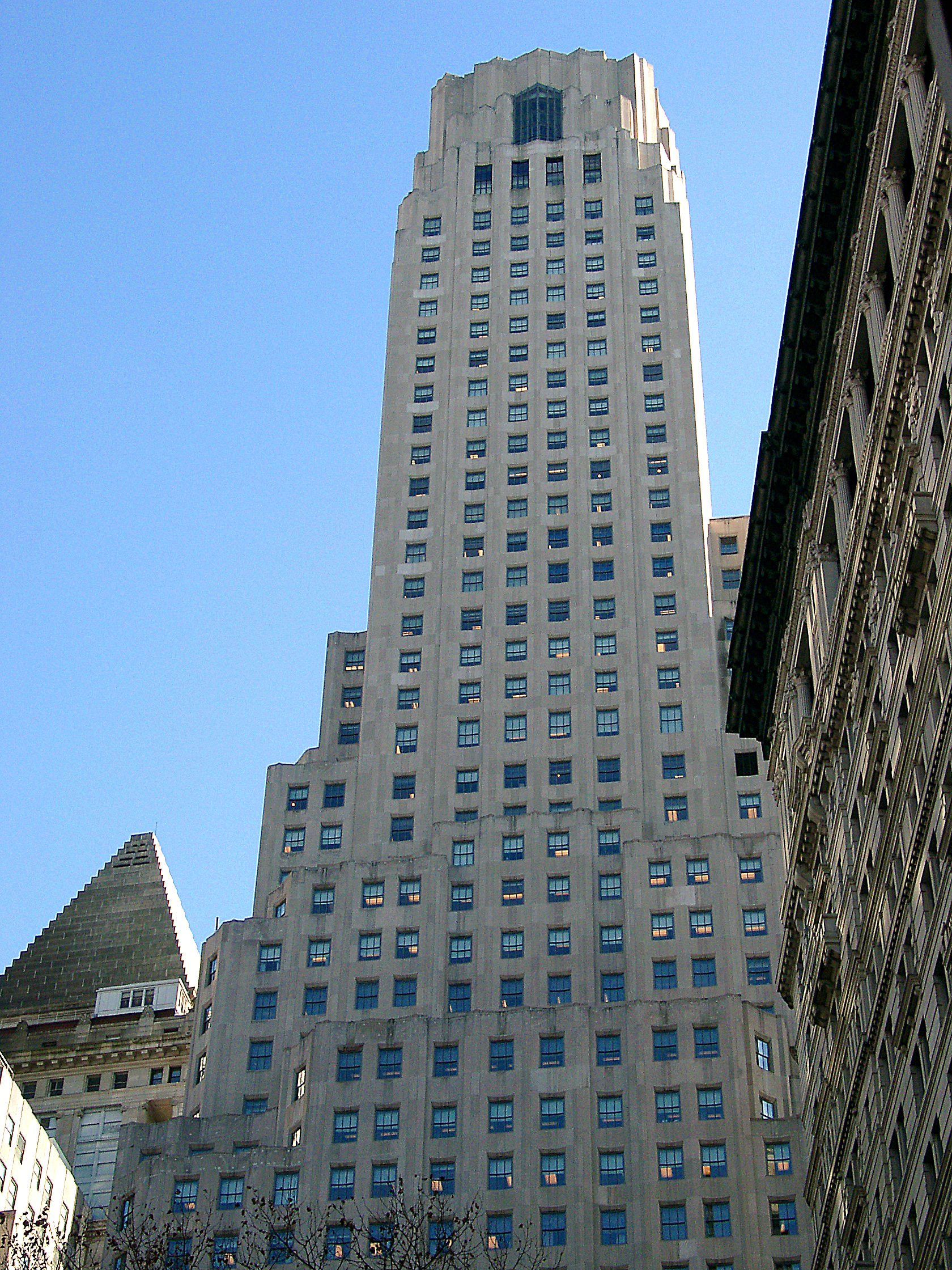
1 Wall Street, en Wall Street y Broadway

En 1987, el mercado de valores se desplomó, y, en la recesión relativamente breve que siguió, el área circundante perdió 100 000 puestos de trabajo según una estimación. Dado que los costos de las telecomunicaciones estaban bajando, los bancos y las firmas de corretaje podrían mudarse del Distrito Financiero a lugares más asequibles. Una de las firmas que buscaba mudarse era la NYSE. En 1998, la NYSE y la ciudad llegaron a un acuerdo de 900 millones de dólares que impidió que la NYSE cruzara el río hasta Jersey City; el acuerdo fue descrito como "el más grande en la historia de la ciudad para evitar que una corporación abandone la ciudad".

### sigloXXI
En 2001, el Big Board, como algunos denominaron NYSE, fue descrito como el "mercado de valores más grande y prestigioso del mundo". Cuando el World Trade Center fue destruido el 11 de septiembre de 2001, los ataques "paralizaron" la red de comunicaciones y destruyeron muchos edificios en el distrito financiero, aunque los edificios de Wall Street sufrieron pocos daños físicos. Una estimación fue que se había perdido el 45 % del "mejor espacio de oficinas" de Wall Street. La NYSE estaba decidida a reabrir el 17 de septiembre, casi una semana después del ataque. Durante este tiempo, Rockefeller Group Business Center abrió oficinas adicionales en 48 Wall Street. Aun así, después del 11 de septiembre, la industria de servicios financieros atravesó una recesión con una caída considerable en las bonificaciones de fin de año de 6 500 millones de dólares, según una estimación de la oficina del contralor estatal.
Para protegerse contra un bombardeo vehicular en el área, las autoridades construyeron barreras de hormigón y, con el tiempo, encontraron formas de hacerlas más atractivas desde el punto de vista estético gastando de 5000 a 8000 dólares cada una en bolardos. Partes de Wall Street, así como varias otras calles del vecindario, fueron bloqueadas por bolardos especialmente diseñados:
El periodista de The Guardian, Andrew Clark, describió los años de 2006 a 2010 como "tumultuosos", en los que el corazón de Estados Unidos estaba "sumido en la penumbra" con un alto desempleo de alrededor del 9,6 %, con un precio medio de la vivienda cayendo de 230 000 dólares en 2006 a 183 000 dólares, y un presentimiento aumentos en la deuda nacional a 13 400 millones, pero que a pesar de los reveses, la economía estadounidense estaba una vez más "recuperándose". ¿Qué había sucedido durante estos embriagadores años? Clark escribió:

Pero el panorama es demasiado matizado para simplemente descargar toda la responsabilidad sobre los financieros. La mayoría de los bancos de Wall Street en realidad no rodearon los Estados Unidos vendiendo hipotecas dudosas; compraron y empaquetaron préstamos de firmas en el terreno como Countrywide Financial y New Century Financial, las cuales chocaron contra un muro financiero durante la crisis. Tonta e imprudentemente, los bancos no consideraron estos préstamos de manera adecuada, confiando en agencias de calificación crediticia defectuosas como Standard & Poor's y Moody's, que certificaron alegremente los valores tóxicos respaldados por hipotecas como sólidos ... Algunos de los de Wall Street , incluido el inconformista administrador de fondos de cobertura John Paulson y los altos mandos de Goldman Sachs, detectaron lo que estaba sucediendo y apostaron despiadadamente a un colapso. Hicieron una fortuna pero se convirtieron en los villanos pantomima de la crisis. La mayoría, sin embargo, se quemó & nbsp;: los bancos todavía están reduciendo gradualmente las carteras de préstamos complementarios por valor de 800.000 millones de dólares.
The Guardian reporter Andrew Clark, 2010.

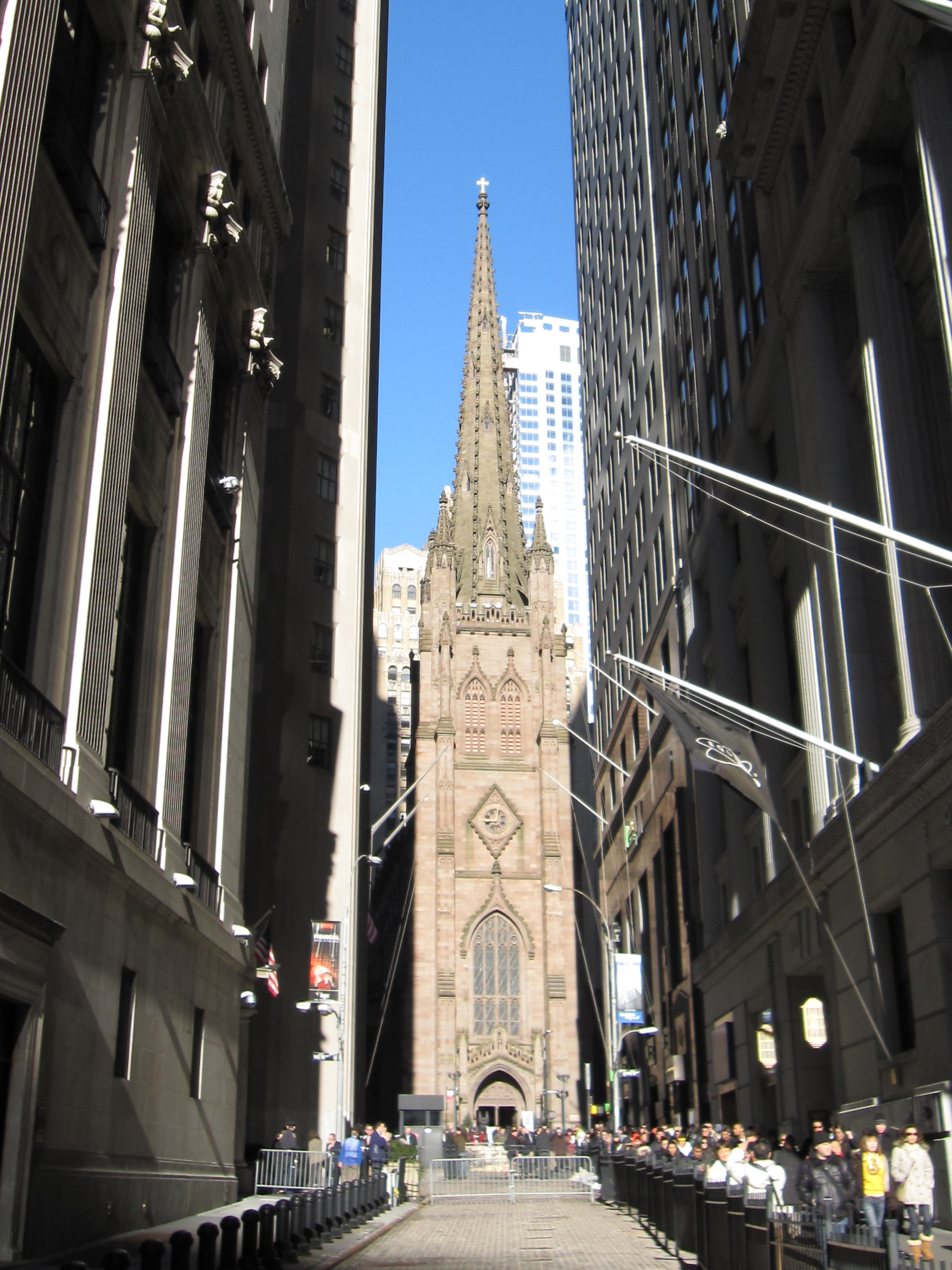
Trinity Church mirando hacia el oeste en Wall Street.

Los primeros meses de 2008 fueron un período particularmente problemático que hizo que el presidente de la Reserva Federal. Ben Bernanke, "trabajara durante las vacaciones y los fines de semana" y realizó una "serie extraordinaria de movimientos". Reforzó a los bancos estadounidenses y permitió a las empresas de Wall Street pedir prestado "directamente a la Reserva Federal" través de un vehículo llamado Ventana de Descuento de la Reserva Federal, una especie de prestamista de los últimos informes. Estos esfuerzos fueron muy controvertidos en ese momento, pero desde la perspectiva de 2010, parecía que los esfuerzos federales habían sido las decisiones correctas. En 2010, las empresas de Wall Street, en opinión de Clark, estaban "volviendo a su antiguo yo como salas de máquinas de riqueza, prosperidad y exceso". Un informe de Michael Stoler en The New York Sun describió una "resurrección similar a un fénix" del área, con residencial, comercial, minorista y hoteles en auge en el "tercer distrito comercial más grande del país". Al mismo tiempo, la comunidad inversora estaba preocupada por las reformas legales propuestas, incluida la Wall Street Reform and Consumer Protection Act (Ley de Protección al Consumidor y Reforma de Wall Street), que se ocupaba de cuestiones como las tasas de las tarjetas de crédito y los requisitos de préstamos. La NYSE cerró dos de sus pisos de negociación en un movimiento para transformarse en un intercambio electrónico. A partir de septiembre de 2011, los manifestantes desencantados con el sistema financiero protestaron en parques y plazas alrededor de Wall Street.
El 29 de octubre de 2012, Wall Street se vio afectado cuando Nueva York y Nueva Jersey fueron inundadas por el huracán Sandy. Su marejada ciclónica de 4,2 m, un récord local, causó inundaciones masivas en las calles cercanas. La Bolsa de Nueva York se cerró por razones relacionadas con el clima, la primera vez desde el huracán Gloria en septiembre de 1985 y el primer cierre de dos días relacionado con el clima desde la ventisca de 1888.

## Arquitectura

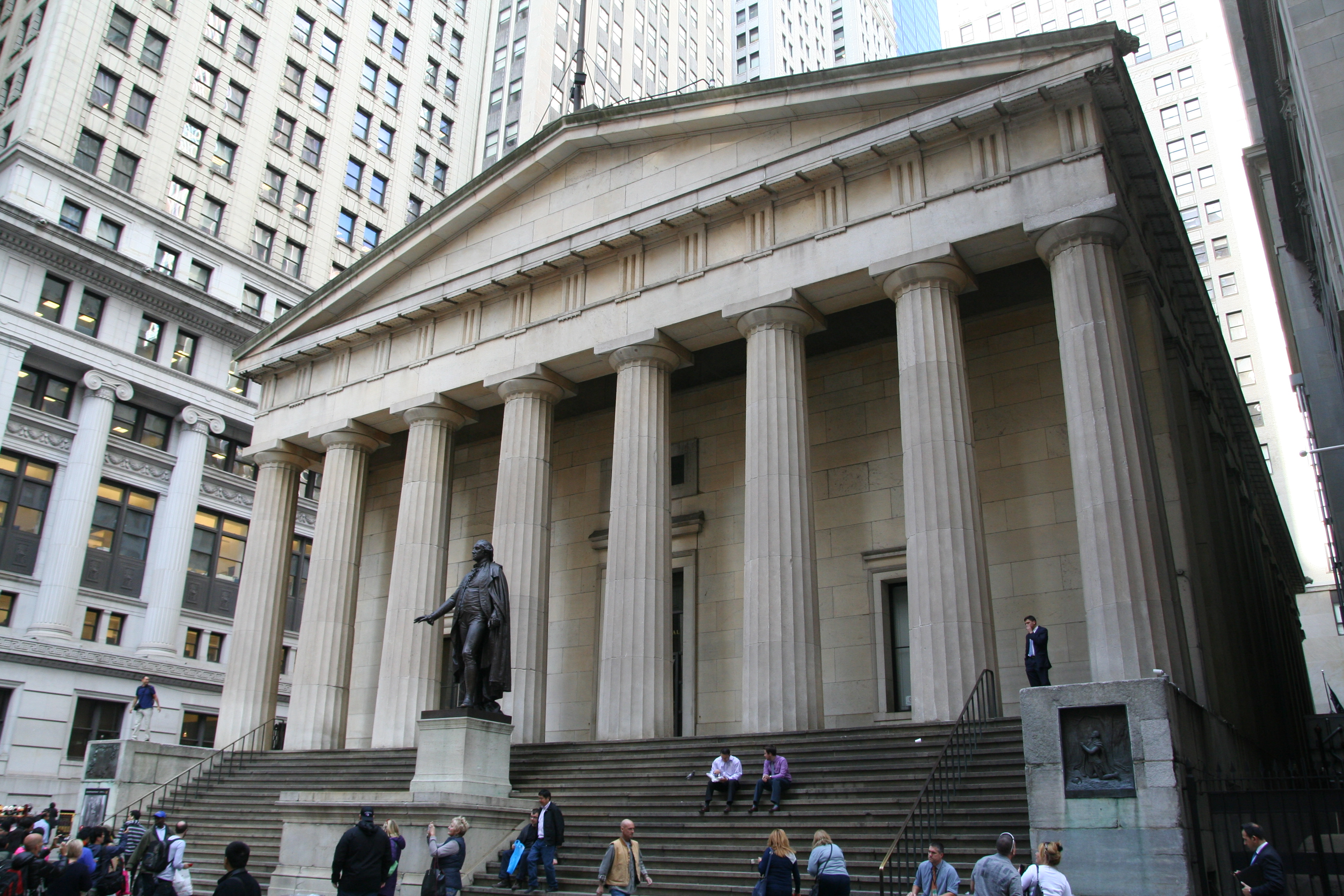
Federal Hall

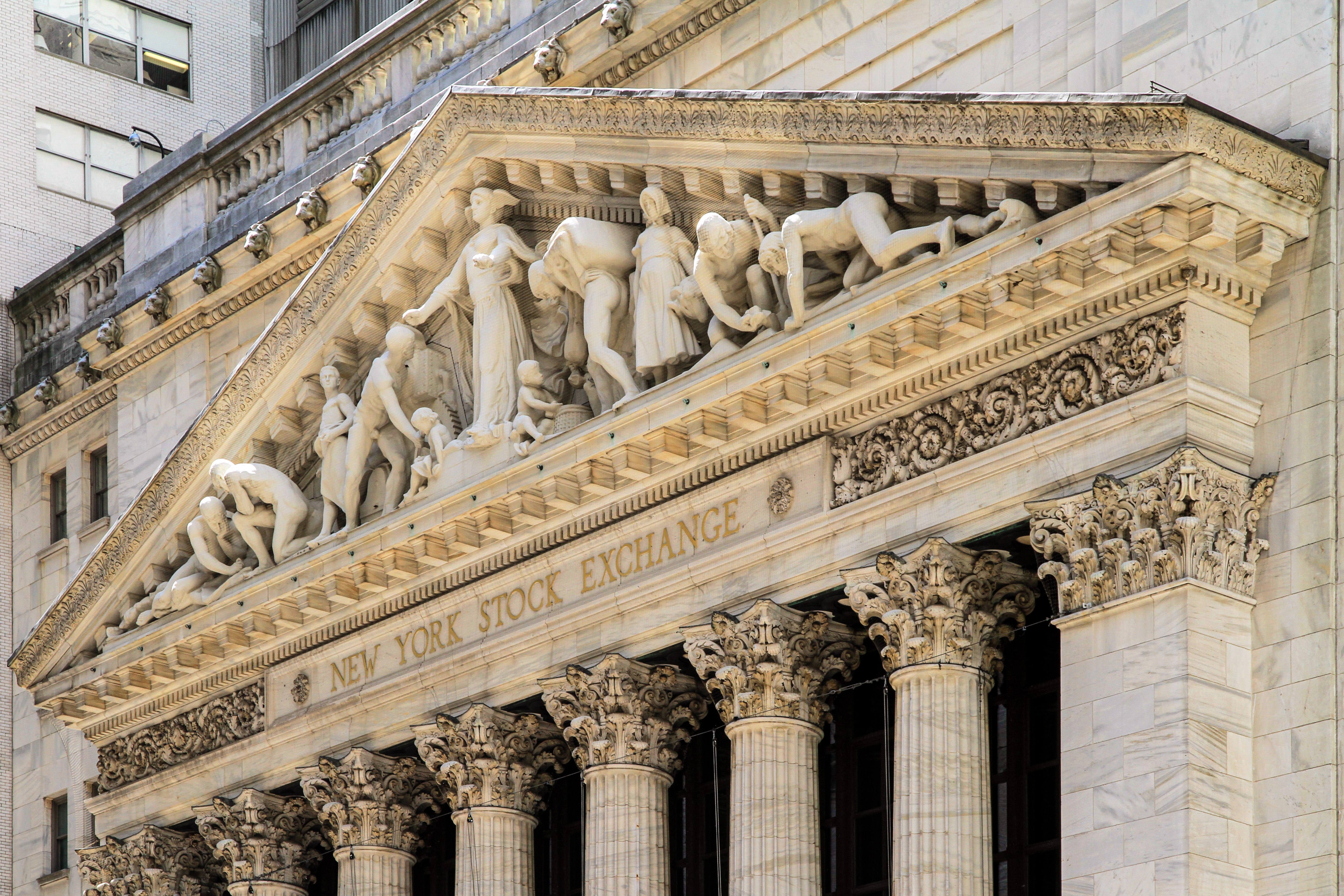
Detalle del edificio de la Bolsa de Valores de Nueva York

La arquitectura de Wall Street generalmente tiene sus raíces en la Edad Dorada. Los rascacielos más antiguos a menudo se construían con fachadas elaboradas, que no han sido comunes en la arquitectura corporativa durante décadas. Hay numerosos puntos de referencia en Wall Street, algunos de los cuales fueron erigidos como sedes de bancos. Éstos incluyen:
- 1 Wall Street, un rascacielos de 50 pisos construido en 1929-1931 con una expansión en 1963-1965. Anteriormente se conocía como Irving Trust Company Building y Bank of New York Building.[48] : 20 [49]
- 14 Wall Street, un rascacielos de 32 pisos con una pirámide escalonada de 7 pisos, construido en 1910-1912 con una expansión en 1931-1933. Originalmente era el edificio Bankers Trust Company.[48] : 20 [50]
- 23 Wall Street, una sede de cuatro pisos construida en 1914, fue conocida como la "Casa de Morgan" y sirvió durante décadas como la sede del banco J.P. Morgan & Co. y, según algunas cuentas, fue considerada una dirección importante en las finanzas estadounidenses. El daño cosmético del atentado de Wall Street de 1920 todavía es visible en el lado de Wall Street de este edificio.[51]
- Federal Hall (26 Wall Street), construido en 1833–1842. El edificio, que anteriormente albergaba la Aduana de los Estados Unidos y luego el Sub-tesoro, ahora es un monumento nacional.[48] : 18 [52]
- 40 Wall Street, un rascacielos de 71 pisos construido en 1929-1930 como el Bank of Manhattan Company Building; más tarde se convirtió en el Edificio Trump.[48] : 18 [53]
- 48 Wall Street, un rascacielos de 32 pisos construido en 1927-1929 como el Bank of New York & Trust Company Building.[48] : 18 [54]
- 55 Wall Street, erigida en 1836-1841 como Merchants Exchange de cuatro pisos, se convirtió en la Aduana de los Estados Unidos a fines del siglo XIX. Una expansión en 1907-1910 lo convirtió en el edificio de ocho pisos del National City Bank.[48] : 17 [55]
- 60 Wall Street, construido en 1988.[48] : 17 Anteriormente fue la sede de JP Morgan & Co.[56] antes de convertirse en la sede de Deutsche Bank en Estados Unidos.[57] Es la última sede de un banco de inversión importante que queda en Wall Street.

Otro ancla clave para el área es el New York Stock Exchange Building en la esquina de Broad Street. Alberga la Bolsa de Valores de Nueva York, que es, con mucho, la bolsa de valores más grande del mundo por capitalización de mercado de sus empresas cotizadas, a 28,5 billones de dólares al 30 de junio de 2018. Las autoridades de la ciudad se dan cuenta de su importancia y creen que ha "superado su templo neoclásico en la esquina de las calles Wall y Broad", y en 1998, ofrecieron incentivos fiscales sustanciales para tratar de mantenerlo en el distrito financiero. Los planes para reconstruirlo se retrasaron por los ataques del 11 de septiembre. El intercambio todavía ocupa el mismo sitio. El intercambio es el lugar de una gran cantidad de tecnología y datos. Por ejemplo, para acomodar a las tres mil personas que trabajan directamente en el piso de intercambio se requieren 3.500 kilovatios de electricidad, junto con 8.000 circuitos telefónicos solo en el piso de negociación y 200 millas de cable de fibra óptica bajo tierra.

## Importancia

### Como motor económico

#### En la economía de Nueva York
El profesor de finanzas Charles R. Geisst escribió que el intercambio se ha "entrelazado inextricablemente con la economía de Nueva York". El pago de Wall Street, en términos de salarios, bonificaciones e impuestos, es una parte importante de la economía de Nueva York, el área metropolitana de tres estados y los Estados Unidos. Anclada en Wall Street, Nueva York ha sido llamada la ciudad económicamente más poderosa del mundo y su principal centro financiero. Como tal, una caída en la economía de Wall Street podría tener "efectos desgarradores en las economías locales y regionales". En 2008, después de una recesión en el mercado de valores, la caída significó 18 mil millones de dólares menos en ingresos imponibles, con menos dinero disponible para "apartamentos, muebles, automóviles, ropa y servicios".
Se calcula que las empresas de Wall Street emplearon a cerca de 200 000 personas en 2008. Otra estimación fue que en 2007, la industria de servicios financieros, que tenía una ganancia de 70 mil millones de dólares, se convirtió en el 22 % de los ingresos de la ciudad. Otra estimación (en 2006) fue que la industria de servicios financieros representa el 9% de la fuerza laboral de la ciudad y el 31% de la base impositiva. Una estimación adicional de 2007 por Steve Malanga del Manhattan Institute fue que la industria de valores representa el 4,7 por ciento de los puestos de trabajo en Nueva York, pero el 20,7 por ciento de sus salarios, y estimó que había 175 000 puestos de trabajo en la industria de valores en Nueva York (ambos Wall Street y el centro de la ciudad) pagando un promedio de 350 000 dólares anuales. Entre 1995 y 2005, el sector creció a una tasa anual de alrededor del 6,6% anual, una tasa respetable, pero que otros centros financieros estaban creciendo más rápido. Otra estimación, realizada en 2008, fue que Wall Street proporcionó una cuarta parte de todos los ingresos personales obtenidos en la ciudad y el 10% de los ingresos fiscales de Nueva York. La industria de valores de la ciudad, que contaba con 163 400 empleos en agosto de 2013, continúa formando el segmento más grande del sector financiero de la ciudad y un motor económico importante, representando en 2012 el 5 por ciento de los empleos del sector privado en Nueva York, 8,5% (3 800 millones) de los ingresos fiscales de la ciudad y el 22 por ciento de los salarios totales de la ciudad, incluido un salario promedio de 360 700 dólares.
Las siete firmas más grandes de Wall Street en los años 2000 fueron Bear Stearns, JPMorgan Chase, Citigroup, Goldman Sachs, Morgan Stanley, Merrill Lynch y Lehman Brothers. Durante la recesión de 2008-2010, muchas de estas empresas, incluida Lehman, cerraron o fueron compradas a precios de remate por otras empresas financieras. En 2008, Lehman se declaró en quiebra, Bear Stearns fue comprado por JPMorgan Chase forzado por el gobierno de Estados Unidos, y Merrill Lynch fue comprado por Bank of America en una boda similar. Estos fracasos marcaron una reducción catastrófica de Wall Street a medida que la industria financiera atraviesa una reestructuración y un cambio. Dado que la industria financiera de Nueva York proporciona casi una cuarta parte de todos los ingresos producidos en la ciudad y representa el 10 % de los ingresos fiscales de la ciudad y el 20% de los del estado, la recesión ha tenido enormes repercusiones para las tesorerías del gobierno. Según se informa, el alcalde de Nueva York, Michael Bloomberg, durante un período de cuatro años gastó más de 100 millones de dólares en incentivos fiscales para persuadir a Goldman Sachs de que construyera una sede de 43 pisos en el distrito financiero cerca del sitio destruido del World Trade Center. En 2009, las cosas se veían algo sombrías, con un análisis del Boston Consulting Group que sugería que 65 000 puestos de trabajo se habían perdido permanentemente debido a la recesión. Pero había indicios de que los precios de las propiedades en Manhattan estaban repuntando con aumentos de precios del 9% anual en 2010, y las bonificaciones se estaban pagando una vez más, con bonificaciones promedio de más de 124 000 dólares en 2010.

#### Competencia con el Midtown
Un requisito de la Bolsa de Valores de Nueva York era que las firmas de corretaje debían tener oficinas "agrupadas alrededor de Wall Street" para que los empleados pudieran entregar copias físicas en papel de los certificados de acciones cada semana. Había algunos indicios de que el centro de la ciudad se había convertido en el centro de las transacciones de servicios financieros incluso en 1911. Pero a medida que avanzaba la tecnología, a mediados y finales del siglo XX, las computadoras y las telecomunicaciones reemplazaron las notificaciones en papel, lo que significa que el requisito de proximidad cercana podría pasarse por alto en más situaciones. Muchas firmas financieras descubrieron que podían mudarse a Midtown Manhattan, a solo 6 km de distancia, y aún operar de manera efectiva. Por ejemplo, la antigua empresa de inversión de Donaldson, Lufkin & Jenrette fue descrita como una empresa de Wall Street, pero tenía su sede en Park Avenue en Midtown. Un informe describió la migración de Wall Street:
Sin embargo, un imán clave para Wall Street sigue siendo el edificio de la Bolsa de Nueva York. Algunas firmas de la "vieja guardia" como Goldman Sachs y Merrill Lynch (compradas por Bank of America en 2009), se han mantenido "ferozmente leales a la ubicación del Distrito Financiero", y otras nuevas como Deutsche Bank han elegido espacio para oficinas en el distrito. El llamado comercio "cara a cara" entre compradores y vendedores sigue siendo una "piedra angular" de la NYSE, con el beneficio de tener a mano a todos los actores de un acuerdo, incluidos banqueros de inversión, abogados y contadores.

#### En la economía de Nueva Jersey
Después de que las empresas de Wall Street comenzaron a expandirse hacia el oeste en la década de 1980 en Nueva Jersey, los impactos económicos directos de las actividades de Wall Street han ido más allá de Nueva York. El empleo en la industria de servicios financieros, principalmente en las funciones de "back office", se ha convertido en una parte importante de la economía de Nueva Jersey. En 2009, los salarios de empleo de Wall Street se pagaron en la cantidad de casi 18 500 millones en el estado. La industria contribuyó con 39 400 millones o el 8,4 por ciento al producto interno bruto de Nueva Jersey en el mismo año.
El área más significativa con empleo en Wall Street se encuentra en Jersey City. En 2008, el empleo de "Wall Street West" contribuyó a un tercio de los empleos del sector privado en Jersey City. Dentro del grupo de Servicios Financieros, había tres sectores principales: más del 60 por ciento estaban en la industria de valores; El 20 por ciento estaba en la banca; y el 8 por ciento en seguros.
Además, Nueva Jersey se ha convertido en la principal infraestructura tecnológica para respaldar las operaciones de Wall Street. Una cantidad sustancial de valores negociados en los Estados Unidos se ejecuta en Nueva Jersey, ya que los centros de datos de negociación electrónica en el mercado de valores de los Estados Unidos para todas las principales bolsas de valores se encuentran en el norte y el centro de Jersey. Una cantidad significativa de personal de compensación y liquidación de valores también se encuentra en el estado. Esto incluye a la mayoría de la fuerza laboral de Depository Trust Company, el principal depositario de valores de EE. UU. y Depository Trust & Clearing Corporation, la empresa matriz de National Securities Clearing Corporation, Fixed Income Clearing Corporation y Emerging Markets Clearing Corporation.
Sin embargo, tener un vínculo directo con el empleo en Wall Street puede ser problemático para Nueva Jersey. El estado perdió el 7,9 por ciento de su base de empleo de 2007 a 2010 en el sector de servicios financieros como consecuencia de la crisis de las hipotecas de alto riesgo.

#### Centros financieros competidores
Sobre la importancia de la calle como centro financiero, el analista del New York Times. Daniel Gross, escribió:
Un ejemplo es la plataforma de negociación alternativa conocida como BATS, con sede en Kansas City, que surgió "de la nada para obtener una participación del 9 por ciento en el mercado de negociación de acciones estadounidenses". La firma tiene computadoras en el estado estadounidense de Nueva Jersey, dos vendedores en Nueva York, pero los 33 empleados restantes trabajan en un centro en Kansas.

### En la imaginación del público

#### Como símbolo financiero
Wall Street en un sentido conceptual representa el poder económico y financiero. Para los estadounidenses, a veces puede representar elitismo y la política de poder, y su papel ha sido una fuente de controversia a lo largo de la historia de la nación, particularmente a partir del período de la Edad Dorada a fines del siglo XIX. Wall Street se convirtió en el símbolo de un país y un sistema económico que muchos estadounidenses consideran desarrollado a través del comercio, el capitalismo y la innovación.
El término "Wall Street" se ha convertido en una metonimia para los mercados financieros de los Estados Unidos en su conjunto, la industria estadounidense de servicios financieros o los intereses financieros con sede en Nueva York.  Wall Street se ha convertido en sinónimo de intereses financieros, que a menudo se utilizan de forma negativa. Durante la crisis de las hipotecas de alto riesgo de 2007 a 2010, se culpó al financiamiento de Wall Street como una de las causas, aunque la mayoría de los comentaristas culpan a una interacción de factores. El gobierno de Estados Unidos con el Troubled Asset Relief Program rescató a los bancos y patrocinadores financieros con miles de millones de dólares de los contribuyentes, pero el rescate fue criticado a menudo por tener motivaciones políticas, y fue criticado tanto por los periodistas como por el público. El analista Robert Kuttner en el Huffington Post criticó el rescate por ayudar a las grandes firmas de Wall Street como Citigroup mientras descuidaba ayudar a los bancos de desarrollo comunitario más pequeños como ShoreBank de Chicago. Un escritor del Huffington Post examinó las estadísticas del FBI sobre robos, fraudes y delitos y concluyó que Wall Street era el "barrio más peligroso de Estados Unidos" si se toma en cuenta el fraude de 50 000 millones de dólares perpetrado por Bernie Madoff.
Cuando grandes empresas como Enron, WorldCom y Global Crossing fueron declaradas culpables de fraude, a menudo se culpaba a Wall Street, a pesar de que estas empresas tenían oficinas centrales en todo el país y no en Wall Street. Muchos se quejaron de que la Ley Sarbanes-Oxley resultante empañó el clima empresarial con regulaciones que eran "excesivamente onerosas". Los grupos de interés que buscan el favor de los legisladores de Washington, como los concesionarios de automóviles, a menudo han tratado de presentar sus intereses como aliados de Main Street en lugar de Wall Street, aunque el analista Peter Overby de National Public Radio sugirió que los concesionarios de automóviles han otorgado más de 250.000 millones de dólares en préstamos al consumo. y tener vínculos reales con Wall Street.
Cuando el Tesoro de los Estados Unidos rescató a grandes empresas financieras, para detener aparentemente una espiral descendente en la economía de la nación, hubo tremendas consecuencias políticas negativas, particularmente cuando surgieron informes de que el dinero que se suponía que se usaría para aliviar las restricciones crediticias se estaba utilizando para pagar bonificaciones. a empleados altamente remunerados. El analista William D. Cohan argumentó que fue "obsceno" cómo Wall Street cosechó "ganancias y bonificaciones masivas en 2009" después de haber sido ahorrado por "miles de millones de dólares del tesoro de los contribuyentes estadounidenses" a pesar de la "codicia y la irresponsable asunción de riesgos" de Wall Street. La reportera del Washington Post, Suzanne McGee, pidió a Wall Street que hiciera una especie de disculpa pública a la nación y expresó su consternación porque personas como el director ejecutivo de Goldman Sachs. Lloyd Blankfein, no se habían arrepentido a pesar de haber sido demandadas por la SEC en 2009 McGee escribió que "los banqueros no son los únicos culpables, pero sus negaciones de responsabilidad demasiado simplistas y la ocasional expresión vaga y vacilante de arrepentimiento no van lo suficientemente lejos como para desviar la ira".

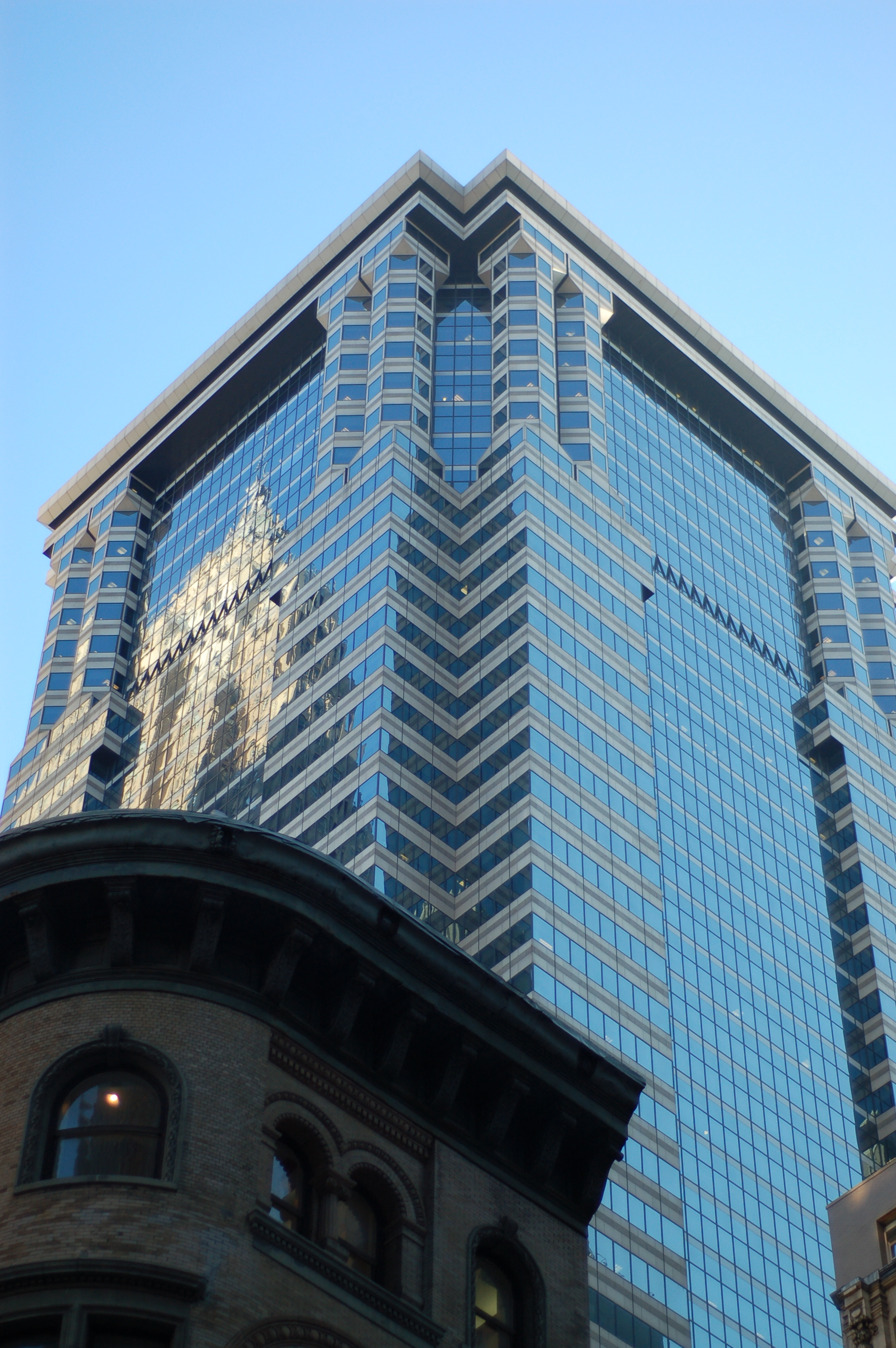
Sede estadounidense de Deutsche Bank en Wall Street en 2010

Pero el analista bancario jefe de Goldman Sachs, Richard Ramsden, "no se disculpa" y ve a "los bancos como las dinamos que impulsan al resto de la economía". Ramsden cree que "la toma de riesgos es vital" y dijo en 2010:

Puede construir un sistema bancario en el que ningún banco vaya a quebrar, en el que no haya apalancamiento. Pero habría un costo. Prácticamente no habría crecimiento económico porque no habría creación de crédito.
Richard Ramsden of Goldman Sachs, 2010.

Otros en la industria financiera creen que el público y los políticos los han criticado injustamente. Por ejemplo, Anthony Scaramucci le dijo al presidente Barack Obama en 2010 que se sentía como una piñata, "golpeado con un palo" por "políticos hostiles".
Las fechorías financieras de varias figuras a lo largo de la historia ide Estados Unidos a veces arrojan una sombra oscura sobre la inversión financiera en su conjunto, e incluyen nombres como William Duer, Jim Fisk y Jay Gould (se cree que los dos últimos estuvieron involucrados en un esfuerzo por colapsar el mercado del oro de Estados Unidos en 1869), así como figuras modernas como Bernard Madoff, quien "estafó miles de millones a los inversores".
Además, las imágenes de Wall Street y sus figuras han cobrado protagonismo. La película de 1987 de Oliver Stone. Wall Street, creó la figura icónica de Gordon Gekko, quien usó la frase "la codicia es buena", que se popularizó en el lenguaje cultural. Según se informa, Gekko se basa en múltiples personas de la vida real en Wall Street, incluido el asaltante corporativo Carl Icahn, el deshonrado corredor de bolsa Ivan Boesky y el inversor Michael Ovitz. En 2009, Stone comentó cómo la película había tenido una influencia cultural inesperada, no provocando que se alejaran de la codicia corporativa, sino que provocó que muchos jóvenes eligieran carreras en Wall Street debido a la película. Un reportero repitió otras líneas de la película: "Estoy hablando de líquido. Lo suficientemente rico como para tener tu propio jet. Lo suficientemente rico como para no perder el tiempo. Cincuenta, cien millones de dólares, Buddy. Un jugador ".
Sin embargo, las empresas de Wall Street también han contribuido a proyectos como Habitat for Humanity, así como a programas de alimentos en Haití, centros de trauma en Sudán y botes de rescate durante las inundaciones en Bangladés.

#### En la cultura popular

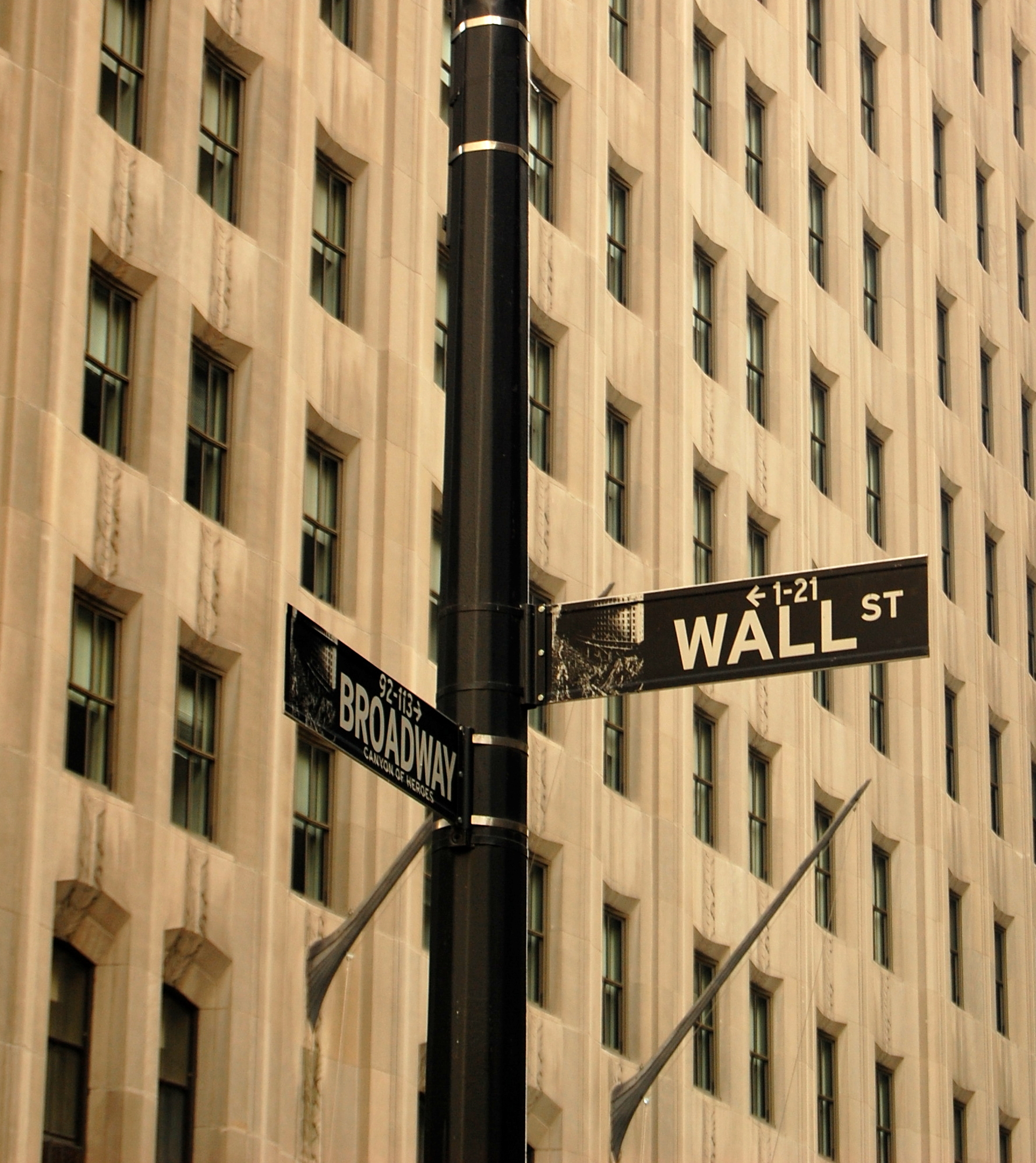
Signo de la calle Wall Street en la esquina con Broadway, frente a 1 Wall Street

- El cuento clásico de Herman Melville «Bartleby, el escribiente» (publicado por primera vez en 1853 y reeditado en una edición revisada en 1856) se subtitula "Una historia de Wall Street" y retrata las fuerzas alienantes que actúan dentro de los confines de Wall Street.
- Muchos eventos de la novela de Tom Wolfe de 1987 La hoguera de las vanidades se centran en Wall Street y su cultura.
- La película Wall Street (1987) y su secuela Wall Street 2: el dinero nunca duerme (2010) ejemplifican muchas concepciones populares de Wall Street como un centro de turbios negocios corporativos y abuso de información privilegiada.[94]
- En el universo de Star Trek se dice que los ferengi hacen peregrinaciones regulares a Wall Street, que adoran como un lugar sagrado de comercio y negocios.[95]
- El 26 de enero de 2000, la banda Rage Against the Machine filmó el video musical de "Sleep Now in the Fire" en Wall Street, que fue dirigido por Michael Moore.[96] La Bolsa de Valores de Nueva York cerró temprano ese día, a las 2:52 p. m.[97]
- En la película de 2012 The Dark Knight Rises, Bane ataca la Bolsa de Valores de Gotham City. Las escenas se filmaron en y alrededor de la Bolsa de Valores de Nueva York, con el edificio JP Morgan en Wall Street y Broad Street en lugar de la Bolsa.[98]
- La película de 2013 El lobo de Wall Street es una comedia oscura sobre Jordan Belfort, un corredor de bolsa de Nueva York que dirigió Stratton Oakmont, una empresa de Lake Success, Nueva York, que se dedicó a fraude de valores y corrupción en Wall Street de 1987 a 1998.

#### Personalidades asociadas a la calle
Muchas personas asociadas con Wall Street se han hecho famosas; aunque en la mayoría de los casos su reputación se limita a los bróker, otros han ganado fama nacional e internacional. Para algunos, como el administrador de fondos de cobertura Ray Dalio, su fama se debe a sus hábiles estrategias de inversión, financiamiento, informes, actividades legales o regulatorias, mientras que otros como Ivan Boesky, Michael Milken y Bernie Madoff son recordados por sus fracasos notables o escándalo.

## Transporte

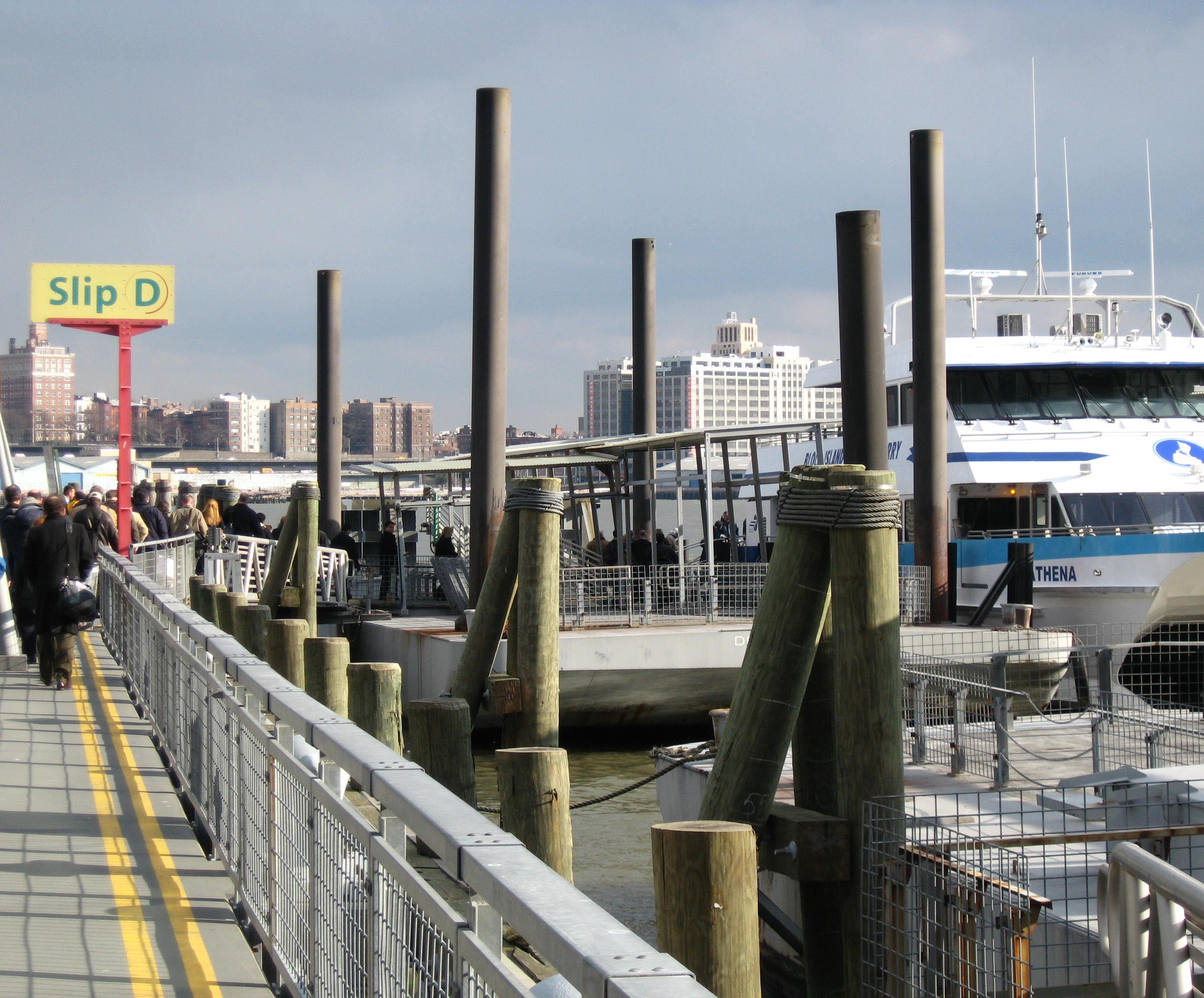
Pier 11

Dado que Wall Street es históricamente un destino de pasajeros, se ha desarrollado una gran cantidad de infraestructura de transporte para atenderlo. Pier 11, cerca del extremo este de Wall Street, es una terminal concurrida para New York Waterway, NYC Ferry, New York Water Taxi y SeaStreak. El helipuerto del centro de Manhattan también sirve a Wall Street.
Hay tres estaciones de metro debajo de Wall Street:
- Wall Street en William Street (trenes 2 y 3)[101]
- Wall Street en Broadway (trenes 4 y 5)[101]
- Broad Street en Broad Street, con entrada en Wall Street (trenes J y Z)[101]